# Casastles
Los Casastles o Cacaxtles fueron una  etnia coahuilteca  que habitó al sur del estado de Texas, en una región del sur del río Nueces durante un periodo largo de tiempo hasta el año de 1665, tiempo en el cual los españoles invaden la región de Cacaxtlan.

## Historia
Los cacaxles fueron durante largo tiempo la etnia dominante en la zona, lo cual se vio reflejado en su comportamiento bélico a la llegada de los españoles.
En el año 1663 los cacaxtles, al ver influencias imperialistas extranjeras en la zona, cruzan el río Bravo y atacan los poblados y campamentos españoles del Nuevo Reino de León, En esta guerra murieron 200 indios y los sobrevivientes fueron capturados y vendidos como esclavos a las minas de Zacatecas y Durango.